# 二十五柱神社
二十五柱神社 (にじゅうごはしらじんじゃ) は、三重県松阪市柿木原町に鎮座する神社。
「にじゅうごばしら」と呼ばれることもあるが、正式には、「にじゅうごはしら」。

## 概要
1908年 (明治41年) 12月、◎宇気比神社 (東黒部村柿木原) に、浜神社 (同村東黒部)・宇気比神社 (同村南出)・高之宮神社 (同村大垣内)・◎牛庭神社 (同村牛草)・林神社 (同村出間)・◎服部麻刀方神社 (同村垣内田)・◎須麻漏売神社 (同村垣内田)・山神社 (同村東黒部)・八幡宮 (同村大垣内)・◎服部伊刀麻神社 (同村出間)・須賀神社 (同村東黒部)・事代主神社 (同村柿木原)・◎流田上神社 (同村神守)・◎国乃御神社 (同村土古路)・宇気比神社 (同村乙部) 等、二十四の神社が (式内社も含む) 合祀されて、二十五柱神社が祀られ、神饌幣帛料供進指定社に変更された(◎は、式内小社。◎宇気比神社 (東黒部村柿木原) は、明治23年式内小社の流田神社を合祀したため。) 。
なお、宇気比神社 (東黒部村乙部) は、式内小社の火地神社を合祀したという、論社となっている (伊勢国の式内社一覧の多気郡を参照して下さい。) 。

## 祭神
祭神は、速佐須良比売神・伊吹戸主神・天鈿女命・庭高津日神・大山咋神・木花佐久夜毘売命・須佐之男命・月弓之命・大山祇命・事代主神・豊受比売命・誉田別命・少彦名神・木俣神・埴安比売神・大国主神・天忍穂耳命・熊野久須毘命・天津彦根命・活津彦根命・天穂日之命・多岐津比売命・市杵島比売命・奥津島命の24座。

## 例祭
- ９月15日

- 月次祭が毎月、第２日曜日

## アクセス
- 黒部東コミュニティバス『東黒部市民センター』バス停から徒歩２分(平日のみ)
- 黒部東コミュニティバス『出間』バス停から徒歩７分(平日のみ)
- 黒部東コミュニティバス『陽光寺横駐車場』バス停から徒歩８分(平日のみ)
- 近鉄山田線『櫛田駅』から徒歩55分